# Women's christian college chennai
 (avril 2021).
La mise en forme du texte ne suit pas les recommandations de Wikipédia : il faut le « wikifier ».
Les points d'amélioration suivants sont les cas les plus fréquents :
- Les titres sont pré-formatés par le logiciel. Ils ne sont ni en capitales, ni en gras.
- Le texte ne doit pas être écrit en capitales (les noms de famille non plus), ni en gras, ni en italique, ni en « petit »…
- Le gras n'est utilisé que pour surligner le titre de l'article dans l'introduction, une seule fois.
- L'italique est rarement utilisé : mots en langue étrangère, titres d'œuvres, noms de bateaux, etc.
- Les citations ne sont pas en italique mais en corps de texte normal. Elles sont entourées par des guillemets français : « et ».
- Les listes à puces sont à éviter, des paragraphes rédigés étant largement préférés. Les tableaux sont à réserver à la présentation de données structurées (résultats, etc.).
- Les appels de note de bas de page (petits chiffres en exposant, introduits par l'outil «  Source ») sont à placer entre la fin de phrase et le point final[comme ça].
- Les liens internes (vers d'autres articles de Wikipédia) sont à choisir avec parcimonie. Créez des liens vers des articles approfondissant le sujet. Les termes génériques sans rapport avec le sujet sont à éviter, ainsi que les répétitions de liens vers un même terme.
- Les liens externes sont à placer uniquement dans une section « Liens externes », à la fin de l'article. Ces liens sont à choisir avec parcimonie suivant les règles définies. Si un lien sert de source à l'article, son insertion dans le texte est à faire par les notes de bas de page.
- La présentation des références doit suivre les conventions bibliographiques. Il est recommandé d'utiliser les modèles {{Ouvrage}}, {{Chapitre}}, {{Article}}, {{Lien web}} et/ou {{Bibliographie}}. Le mode d'édition visuel peut mettre en forme automatiquement les références.
- Insérer une infobox (cadre d'informations à droite) n'est pas obligatoire pour parachever la mise en page.

Pour une aide détaillée, merci de consulter Aide:Wikification.
Si vous pensez que ces points ont été résolus, vous pouvez retirer ce bandeau et améliorer la mise en forme d'un autre article.
Women’s Christian College est une institution de la minorité assistée par le gouvernement. Il a été affilié à l’Université de Madras et a été reconnu comme un collège autonome en 1982.

## Historique
Le Women’s Christian College, ou WCC, a été fondé le 7 juillet 1915 à titre de coentreprise de 12 sociétés missionnaires du Royaume-Uni, des États-Unis et du Canada, sous la direction compétente de la première directrice, Mme Eleanor McDougall. Dans les premières années avec 41 étudiants et 7 membres du corps professoral, il a été commencé, mais maintenant, Il a grandi à une force de plus de 4252 étudiants et 209 membres du corps professoral dans les sections aidés et autofinancés. L’énoncé de mission du Collège « Offrir une éducation complète, significative et pertinente aux femmes afin qu’elles soient intellectuellement bien formées, moralement droites, socialement conscientes et spirituellement inspirées ».

### Célèbres étudiants du wcc
- C. B. Muthamma, Première fonctionnaire indienne
- Shoba Narayan, Journaliste
- Latika Saran, ex- commissaire de police
- Heera Rajagopal, Actrice
- Saranya Ponvannan, Actrice
- Megha Akash, Actrice
- Andrea Jeremiah, Chanteuse et Actrice
- Regina Cassandra, Actrice et Mannequin.
- Rukmini Lakshmipathi, Combattante de la liberté et première femme ministre à la présidence de Madras

### Départments
- Language
- Tamoul
- L’Histoire
- Mathématiques
- La physique
- Chimie
- Biologie végétale et biotechnologie végétale
- Avancées en zoologie et en biotechnologie
- Accueil Science
- Informatique
- Psychologie
- Commerce
- Anglais
- Administration des affaires
- Économie d'entreprise
- Communication visuelle
- La communication
- Études internationales

### Classement
Le Women's Christian College a reçu une note «A +» de la NAAC en juin de cette année.